# Социалистический район
Социалистический район — единица административного деления Акмолинского округа Казакской АССР, существовавшая в 1928—1930 годах. Центр — город Атбасар.
Социалистический район был образован в 1928 году в составе Акмолинского округа на базе частей Советской и Социалистической волостей Атбасарского уезда Акмолинской губернии. В 1930 году район был упразднён, а его территория отошла к Атбасарскому району.